# Scandinavian Touring Car Championship
Scandinavian Touring Car Championship STCC är ett skandinaviskt standardvagnsmästerskap som etablerades säsongen 2011. Säsongen 2011 gick Swedish Touring Car Championship samman med Danish Touringcar Championship och bildade Scandinavian Touring Car Championship. Akrynomen/varumärket STCC behölls, men ändrade därmed innebörd. Under 2010 testades mästerskapsformatet, då fyra av de båda mästerskapens tävlingshelger kördes tillsammans och utgjorde Scandinavian Touring Car Cup.
Tävlingarna under den första säsongen kördes mestadels i Sverige, men det blev två tävlingshelger på FDM Jyllandsringen i Danmark. Under säsongen 2012 kördes en deltävling i Danmark, återigen på FDM Jyllandsringen,
Till säsongen 2013 lades den konkurrerande TTA-serien ned men de deltagande teamen och STCC överenskom om att STCC från och med 2013 skulle köras med samma tekniska reglemente som i TTA. Tävlingskalendern 2013 bestod enbart av tävlingar i Sverige.
Scandinavian Touring Car Championship promotor/arrangör åren 2011 till 2018 var Scandinavian touring car corporation AB. Mellan 1996 och 2010 körde STCC-serien under namnet Swedish Touring Car Championship med promotorn/arrangören Scandinavian touring car corporation AB.
Säsongen 2017 infördes ett nytt reglemente med TCR-bilar. Dessa är framhjulsdrivna och baserade på standardmodeller, men med starkare motorer (330 hk). Bilarna tillverkas av stora biltillverkare och kostar ca 1-1,4 miljoner SEK att köpa i färdigt tävlingsutförande.
För säsongen 2019 sa fick STCC mästerskapet en ny promotor/arrangör med namnet Scandinavian Racing League (SRL). Det var ett samarbete mellan Svenska Bilsportförbundet, TCR Scandinavian Series AB, arrangörerna och de ansvariga för de olika tävlingsbanorna.
Till säsongen 2020 och framåt drivs STCC:s varumärke och mästerskap av promotorn SNB-Events AB med tidigare STCC-föraren Micke Bern bakom spakarna.
2021 är elfte säsongen för varumärket STCC TCR Scandinavia Touring Car Championship och femte gången som de kör efter tekniska reglerna så används i det internationella kända varumärket TCR racing. 2021 säsong startar 4 juni på Ljungbyheds Motorbana och är planerad att ha STCC-final 9 oktober på Ring Knutstorp. Säsongen består av sex tävlingar med tre race varje tävlingshelg.
Förare som kör 2021 år säsong.
För 2021 inför ett nytt poängsystem, där poäng delas ut till de 15 bästa förarna varje tävling.

## Säsonger
| Säsong | Förarmästerskapet    | Förarmästerskapet      | Förarmästerskapet                        | Teammästerskapet                         | Privatförarcupen  | Privatförarcupen    | Privatförarcupen            |  |
| Säsong | Mästare              | Bil                    | Team                                     | Mästare                                  | Mästare           | Bil                 | Team                        |  |
| ------ | -------------------- | ---------------------- | ---------------------------------------- | ---------------------------------------- | ----------------- | ------------------- | --------------------------- |  |
| 2011   | Rickard Rydell       | Chevrolet Cruze        | Chevrolet Motorsport Sweden              | Team Biogas.se                           | Joakim Ahlberg    | BMW 320i            | BMS Event                   |  |
| 2012   | Johan Kristoffersson | Volkswagen Scirocco    | Volkswagen Team Biogas                   | Chevrolet Motorsport Sweden              | Niclas Olsson     | SEAT Leon           | NP Racing                   |  |
| 2013   | Thed Björk           | Volvo S60 STCC         | Polestar Racing                          | Polestar Racing                          |                   |                     |                             |  |
| 2014   | Thed Björk           | Volvo S60 STCC         | Polestar Racing                          | Polestar Racing                          |                   |                     |                             |  |
| 2015   | Thed Björk           | Volvo S60 STCC         | Polestar Racing                          | Polestar Racing                          |                   |                     |                             |  |
| 2016   | Richard Göransson    | Volvo S60 STCC         | Cyan Racing                              | Cyan Racing                              |                   |                     |                             |  |
| 2017   | Robert Dahlgren      | SEAT Leon Cupra TCR    | PWR Racing SEAT Dealer Team              | PWR Racing SEAT Dealer Team              |                   | JTCC                |                             |  |
| 2018   | Johan Kristoffersson | Volkswagen Golf TCR    | Kristoffersson motorsport VW Dealer Team | Kristoffersson motorsport VW Dealer Team | Philip Morin      | Seat León TCR       | PWR Racing SEAT Dealer Team |  |
| 2019   | Robert Dahlgren      | SEAT Leon Cupra TCR    | PWR Racing SEAT Dealer Team              | Brink Motorsport                         |                   |                     |                             |  |
| 2020   | Rob Huff             | Volkswagen Golf TCR    | Lestrup Racing Team                      | Lestrup Racing Team                      | Hannes Morin      | Audi RS 3 LMS       | Brink Motorsport            |  |
| 2021   | Robert Dahlgren      | Cupra León Competición | PWR Racing                               | PWR Racing                               | Oliver Söderström | Volkswagen Golf TCR | Lestrup Racing Team         |  |